# Silvaplanersee
Lej da Silvaplauna, Silvaplanersee – drugie z czterech jezior w nurcie rzeki Inn, w dolinie Engadyna w kantonie Gryzonia, w południowej Szwajcarii; końcowy, południowy punkt zbudowanej w 1826 roku trasy wiodącej z Tiefencastel przez przełęcz Julierpass.
Jezioro wykorzystywane jest licznie przez miłośników windsurfingu i kitesurfingu, którzy korzystają ze sprzyjających uprawianiu tych sportów wiatrów, wiejących od przełęczy Maloja – rano zazwyczaj słabszych, dla początkujących, później wzmagających się.
Na południe od jeziora znajdują się znane tereny sportów zimowych – masyw Corvatsch.
Nieopodal jeziora, w miejscowości Sils Maria, częstokroć mieszkał Fryderyk Nietzsche. Była to jego jedyna stała siedziba po porzuceniu przez niego profesury.

## Przypisy

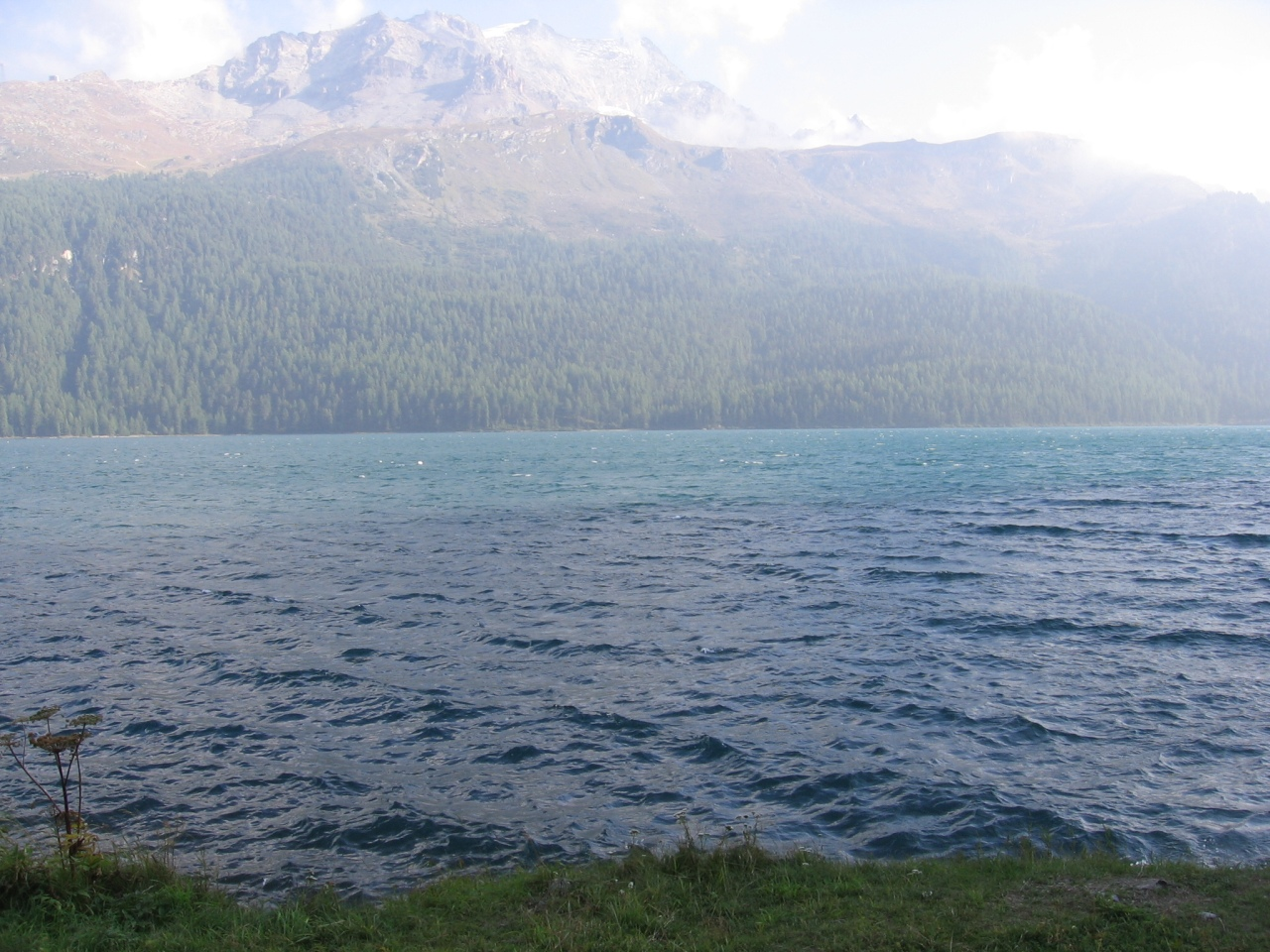
Jezioro Silvaplana koło miasta Silvaplana;
w tle masyw Piz Corvatsch